# Corrupção em Camarões
Desde a independência, a corrupção tem sido mais do que prevalente em Camarões. A onipresença da corrupção afetou todos os setores do governo e da sociedade civil, incluindo o executivo, o judiciário, a polícia e o setor privado. As principais causas são a profunda falta de vontade política para combater a corrupção e o neopatrimonialismo. Outras causas incluem interesses pessoais e a ausência de consciência do dever, um judiciário enfraquecido com uma oposição mínima ou inexistente no ramo legislativo, nepotismo e favoritismo, e sistemas de responsabilização ineficazes.[carece de fontes?]
Corrupção em Camarões foi chamada de "Camarões' segredo mais mal guardado" pela Thomson Reuters, e Camarões tem tido "problemas persistentes com corrupção", segundo a BBC News. A polícia é vista pelos camaroneses como a instituição governamental mais corrupta.
O governo de Camarões tomou algumas medidas para enfrentar o problema da corrupção no país: para aumentar a transparência em seu setor petrolífero, Camarões aderiu à Extractive Industries Transparency Initiative no final de 2013.
Camarões também testemunhou o julgamento por corrupção do ex-primeiro-ministro Ephraim Inoni, condenado a 20 anos de prisão em 2013 por desvio de fundos. Vários setores com alto risco de corrupção, como alfândega e compras públicas, criam obstáculos para fazer negócios em Camarões.

## Índice de Percepção da Corrupção da Transparency International
O índice de Índice de Percepção da Corrupção (CPI) de Camarões tem sido consistentemente baixo ao longo da história da Transparency International. Segundo a Transparency International, a percepção de corrupção no setor público de Camarões foi pior em 1998 e 1999, quando o país obteve a menor pontuação do Índice.
De acordo com uma visão geral da Transparency International sobre corrupção e esforços para combatê-la em Camarões em 2016, a corrupção é incentivada por um poder judiciário fraco, um poder executivo forte e uma pobreza generalizada. Além disso, a transparência da sociedade civil e a liberdade de imprensa ainda são fracas, e os esforços para combatê-las têm sido amplamente criticados por atores nacionais e internacionais.
O Índice de Percepção da Corrupção de 2024 da Transparency International deu a Camarões uma pontuação de 26 em uma escala de 0 ("altamente corrupto") a 100 ("muito limpo"). Em termos de classificação, Camarões ficou na 140ª posição entre os 180 países do Índice, onde o país classificado em primeiro lugar é percebido como tendo o setor público mais honesto. Para comparação com as pontuações regionais, a pontuação média entre os países da África Subsaariana foi 33. A maior pontuação na África Subsaariana foi 72 e a menor foi 8. Para comparação com as pontuações globais, a melhor pontuação foi 90 (1º lugar), a média foi 43 e a pior foi 8 (180º lugar).

## Causas

### Neopatrimonialismo
Conforme mencionado anteriormente, o neopatrimonialismo é uma das principais causas da corrupção em Camarões. D. Beekers e B. van Gool (2012) definem o neopatrimonialismo como "um tipo de regime no qual as elites governantes usam o Estado para enriquecimento pessoal e lucram com uma administração pública evidentemente instável, ineficiente, não transparente e que não distribui recursos públicos para grandes segmentos da população." Em um Estado neopatrimonial, o verdadeiro poder e a verdadeira tomada de decisões ocorrem fora de suas instituições (Chabal & Daloz, 1999; Bratton & van de Walle, 1997). Aqui, o poder não é exercido por altos funcionários do governo, mas por aqueles que possuem conexões/redes clientelistas que existem dentro e/ou fora das estruturas estatais (Cammack, 2007). O poder do cargo é utilizado por funcionários públicos desprovidos do conceito de interesse superior da nação e motivados, em vez disso, por interesses e ganhos pessoais. Além disso, os funcionários do governo e os membros do parlamento (MPs) prestam contas para cima – ao presidente – em vez de prestarem contas para baixo – ao povo.
Dessa forma, o presidente consegue controlar as ramificações locais e instituições, impedindo que essas instâncias locais "se rebelem" contra ele. Isso é feito pelo poder central (o governo em geral ou o presidente) com o objetivo de manter um controle firme do poder a todo custo, mesmo que isso signifique desacelerar a implementação de políticas.
Em Camarões, o medo do governo central de perder poder para as instituições locais é evidenciado pela lenta "implementação" da lei de descentralização aprovada em 2004. No entanto, a constituição de 1996 já mencionava a criação de um Estado descentralizado. Até hoje, essa lei nunca foi totalmente implementada e, nesse meio tempo, o governo encontrou uma maneira de retomar o controle das instituições locais (caso essa lei seja totalmente implementada um dia), criando um cargo chamado délégué du gouvernement (delegado do governo). As instituições locais (o prefeito, etc.) ficarão subordinadas a esse delegado do governo e prestarão contas a ele. O delegado do governo é nomeado pelo presidente da república e responde ao governo central. Dessa forma, o resultado final da lei de descentralização de 2004 se assemelhará mais a uma falsa devolução política do que a uma verdadeira descentralização.

### Tribalismo
Muito próximo do neopatrimonialismo está o sistema de clientelismo em Camarões, no qual as eleições locais, por exemplo, são realizadas com base em divisões particularistas – como etnia e religião – além da proximidade do candidato com o governo central e seu acesso a recursos. Em outras palavras, os eleitores votam no candidato que melhor poderá lhes fornecer benefícios, com base nos fatores mencionados anteriormente (etnia, religião ou ambos). Isso coloca a população em uma posição de fraqueza e silêncio diante da corrupção. No entanto, esse sistema de clientelismo também beneficia a população local, pois serviços básicos do governo e o acesso a necessidades essenciais são difíceis de obter. Isso, portanto, privilegia a via da corrupção nas tomadas de decisão e naturalmente se desvia de burocracias transparentes e meritocráticas.

### Outras causas
Acadêmicos e analistas políticos camaroneses criticaram a falta generalizada de responsabilização por atos de corrupção no país. Isso ocorre porque os funcionários do governo prestam contas ao presidente, em vez de à população local. Isso cria uma situação em que os funcionários públicos podem agir livremente sem temer o julgamento público. Outra razão, segundo Fometeu J. (2001), é que as leis que sancionam a corrupção não estão adaptadas ao ambiente de corrupção em Camarões. As leis camaronesas punem tanto o corruptor quanto o corrompido. Esse tipo de punição não incentiva as pessoas a denunciar atos de corrupção e ainda dificulta a obtenção de provas do delito. Isso ocorre porque, em primeiro lugar, quase todos os funcionários públicos em Camarões são corruptos e os cidadãos precisam pagar propina até mesmo para obter os serviços governamentais mais básicos (Fometeu J., 2001; p. 348). Em segundo lugar, para obter provas de corrupção, os cidadãos precisam aceitar as propostas de suborno feitas pelos funcionários públicos. Se decidirem denunciar, ambos serão condenados, o que é injusto. Apenas o funcionário público deveria ser punido, pois ele ocupa uma posição de poder e é quem propõe o suborno.
Fometeu também argumenta que há uma ausência de um sistema de punição proporcional à gravidade do ato de corrupção, uma relutância dos líderes políticos em se submeterem a escrutínio, que a denúncia deveria ser feita livremente, sem medo de represálias, e que o sistema judiciário deveria ser totalmente independente.
Além disso, não há uma oposição forte para condenar os atos de corrupção, pois os líderes oposicionistas frequentemente mudam de lado conforme seus interesses. Quando denunciam casos de desvio de fundos, são violentamente reprimidos. A polícia é instrumentalizada contra qualquer oposição política. Além disso, praticamente não há presença de partidos oposicionistas na Assembleia Nacional e no Senado de Camarões. O poder legislativo é basicamente o domínio do partido governista (CPDM/RDPC).

## Corrupção na administração de Paul Biya

### Falta de vontade política
Houve uma falta crucial de vontade política para combater a corrupção em Camarões sob a administração de Biya. A vontade política pode ser definida como "a intenção credível demonstrada pelos líderes políticos (líderes eleitos ou nomeados, organizações da sociedade civil, grupos de interesse, etc.) de atacar as causas percebidas ou os efeitos da corrupção em um nível sistêmico". A vontade política é crucial na luta contra a corrupção, pois define o tom, cria o ambiente e transmite o grau de seriedade necessário para engajar todos. Além disso, a vontade política é essencial para punir a corrupção cometida por altos funcionários do governo que pertencem ao partido governista e promove o exemplo como uma forma eficaz de combate à corrupção.
Além disso, a luta contra a corrupção não é influenciada pela disponibilidade ou falta de recursos econômicos (Avitus A., 2019; pp. 70-71). Portanto, pode-se afirmar que a falta de vontade política demonstrada pelo regime de Biya não se deve à falta de fundos. O próprio presidente Biya, após cerca de quatro décadas no poder, nunca cumpriu o artigo 66 da constituição de 1996, que exige que todos os funcionários do governo declarem seus bens e fontes de renda antes de assumirem um cargo, permitindo assim a avaliação do que ganharam (ou perderam) durante seu mandato. Esse mecanismo é um meio credível para combater o desvio de fundos, mas Paul Biya nunca declarou nenhum de seus bens, sob o olhar impotente dos camaroneses.
O presidente Biya criou a CONAC Arquivado em 2019-03-21 no Wayback Machine (Comissão Nacional Anticorrupção) em 2006 para combater ativamente a corrupção (principalmente o desvio de fundos públicos). De fato, a CONAC realizou várias prisões de altos funcionários do governo acusados de desviar somas astronômicas de dinheiro. Os casos mais notáveis incluem Marafa Hamidou Yaya [fr], ex-ministro da Administração Territorial e Descentralização, preso e condenado por ter desviado US$ 29 milhões no caso chamado "jato presidencial" pela mídia local. Mais recentemente, em março de 2019, Edgar Alain Mebe Ngo’o, ex-Ministro da Defesa[ligação inativa], foi preso sob acusações de corrupção, com 3 bilhões de FCFA (aproximadamente US$ 5 milhões) recuperados em dinheiro em sua residência, segundo relatos da mídia local.
Essas prisões e muitas outras podem parecer atos genuínos da administração Biya para combater a corrupção, mas analistas políticos e acadêmicos camaroneses veem apenas um engodo.
A Opération Épervier (Cameroon) [fr] é meramente um método utilizado por Biya para eliminar seus opositores políticos ou funcionários do próprio partido que, em sua visão, acumularam poder demais ao longo da carreira e passaram a representar uma ameaça. Observando de perto, tanto Marafa Hamidou quanto Edgar Alain Mebe foram muito próximos de Biya e atuaram como secretários-gerais da presidência de Camarões – um cargo que os mantinha diretamente ligados ao presidente. Ambos ocuparam posições estratégicas no governo, que lhes permitiram construir redes de influência nacionais e internacionais, o que poderia ser útil caso decidissem concorrer à presidência. A estratégia de Biya consiste em permitir que aliados próximos desviem recursos para, posteriormente, usar essas acusações contra eles quando se tornarem uma ameaça.
Isso reforça ainda mais a ideia de que não há uma vontade real e genuína de combater a corrupção. Além disso, permite que o regime de Biya crie uma ilusão de democracia e transparência, como já ocorreu no passado – mais recentemente, com o uso flagrante de falsos observadores da Transparency International durante as eleições presidenciais de outubro de 2018.
O escritor David Wallechinsky classificou o presidente de Camarões entre os quatro ditadores mais corruptos do mundo, ao lado de Robert Mugabe do Zimbábue, Teodoro Obiang Nguema Mbasogo da Guiné Equatorial e rei Mswati de Essuatíni. Ele descreve o processo eleitoral camaronês da seguinte forma: "A cada poucos anos, Biya organiza uma eleição para justificar sua permanência no poder, mas essas eleições não têm credibilidade".